# مدينة الفيحاء الرياضية
مدينة الفيحاء الرياضية مجمع منشآت رياضية قرب حي المزرعة في وسط دمشق. تضم استادًا لكرة القدم وصالة مغلقة لكرة السلة واليد والطائرة. توجد فيها أيضًا صالات تدريبية للجودو والأثقال والجمباز ومجمعي مسابح للرجال والسيدات وملاعب تنس. يوجد فيها نادي بردى الرياضي.